# Algar dos Tuneis
O Algar dos Túneis  é uma gruta portuguesa localizada na freguesia das Ribeiras e concelho das Lajes do Pico, ilha do Pico, arquipélago dos Açores.
Esta cavidade apresenta uma geomorfologia de origem vulcânica em forma de tubo de lava em campo de lava. Apresenta um comprimento de 286 m e uma largura máxima de 9 m.